# Valeriana renifolia
Valeriana renifolia är en kaprifolväxtart som beskrevs av Ellsworth Paine Killip. Valeriana renifolia ingår i släktet vänderötter, och familjen kaprifolväxter. Inga underarter finns listade i Catalogue of Life.